# Winter Hall
Winter Hall (21 de junho de 1872 – 10 de fevereiro de 1947) foi um ator neozelandês da era do cinema mudo. Nascido em Christchurch, Nova Zelândia, ele atuou em 127 filmes entre 1916 a 1938. Faleceu em Los Angeles, Califórnia.

## Filmografia selecionada
- A Romance of the Redwoods (1917)
- The Bronze Bride (1917)
- Rich Man, Poor Man (1918)
- Till I Come Back to You (1918)
- The Squaw Man (1918)
- The Turn in the Road (1919)
- Captain Kidd, Jr. (1919)
- For Better, for Worse (1919)
- Why Smith Left Home (1919)
- The Tree of Knowledge (1920)
- The Deadlier Sex (1920)
- The Woman in His House (1920)
- Behold My Wife! (1920)
- Cheated Hearts (1921)
- Saturday Night (1922)
- The Day of Faith (1923)
- Ben-Hur: A Tale of the Christ (1925)
- Free to Love (1925)
- The Forger (1928)
- Paradise (1928)
- After the Verdict (1929)
- High Seas (1929)
- Kitty (1929)
- The Wrecker (1929)
- Road to Paradise (1930)
- Passion Flower (1930)
- The Man Called Back (1932)